# Bruch (Lot-et-Garonne)
Pour les articles homonymes, voir Bruch.
Bruch [bʁyʃ] est une commune du Sud-Ouest de la France, située dans le département de Lot-et-Garonne (région Nouvelle-Aquitaine).

## Géographie

### Localisation
Commune de l'aire d'attraction d'Agen, membre de la communauté de communes du Val d'Albret, située sur l'Auvignon et son affluent le Gaule.

### Communes limitrophes
Les communes limitrophes sont  Espiens, Feugarolles, Montesquieu et Saint-Laurent.
|             | Saint-Laurent |             |
| Feugarolles | Bruch         | Montesquieu |
|             | Espiens       |             |

### Climat
Le climat qui caractérise la commune est qualifié, en 2010, de « climat océanique altéré », selon la typologie des climats de la France qui compte alors huit grands types de climats en métropole. En 2020, la commune ressort du même type de climat dans la classification établie par Météo-France, qui ne compte désormais, en première approche, que cinq grands types de climats en métropole. Il s’agit d’une zone de transition entre le climat océanique et les climats de montagne et le climat semi-continental. Les écarts de température entre hiver et été augmentent avec l'éloignement de la mer. La pluviométrie est plus faible qu'en bord de mer, sauf aux abords des reliefs.
Les paramètres climatiques qui ont permis d’établir la typologie de 2010 comportent six variables pour les températures et huit pour les précipitations, dont les valeurs correspondent à la normale 1971-2000. Les sept principales variables caractérisant la commune sont présentées dans l'encadré ci-après.
| Paramètres climatiques communaux sur la période 1971-2000 - Moyenne annuelle de température : 12,9 °C - Nombre de jours avec une température inférieure à −5 °C : 2,5 j - Nombre de jours avec une température supérieure à 30 °C : 10,2 j - Amplitude thermique annuelle : 15,2 °C - Cumuls annuels de précipitation : 789 mm - Nombre de jours de précipitation en janvier : 10,5 j - Nombre de jours de précipitation en juillet : 6,9 j |

Avec le changement climatique, ces variables ont évolué. Une étude réalisée en 2014 par la Direction générale de l'Énergie et du Climat complétée par des études régionales prévoit en effet que la  température moyenne devrait croître et la pluviométrie moyenne baisser, avec toutefois de fortes variations régionales. La station météorologique de Météo-France installée sur la commune et en service de 1971 à 2001 permet de connaître l'évolution des indicateurs météorologiques. Le tableau détaillé pour la période 1981-2010 est présenté ci-après.
| Mois                                  | jan.             | fév.             | mars            | avril           | mai             | juin            | jui.            | août           | sep.            | oct.            | nov.            | déc.            | année      |
| ------------------------------------- | ---------------- | ---------------- | --------------- | --------------- | --------------- | --------------- | --------------- | -------------- | --------------- | --------------- | --------------- | --------------- | ---------- |
| Température minimale moyenne (°C)     | 1,8              | 2,3              | 4,1             | 6               | 10,1            | 13              | 15              | 14,9           | 11,8            | 9,1             | 5               | 2,7             | 8          |
| Température moyenne (°C)              | 5,6              | 6,9              | 9,7             | 11,6            | 16              | 19              | 21,6            | 21,4           | 18,2            | 14,5            | 9,1             | 6,3             | 13,4       |
| Température maximale moyenne (°C)     | 9,4              | 11,5             | 15,2            | 17,1            | 21,9            | 25              | 28,1            | 28             | 24,6            | 19,8            | 13,2            | 9,8             | 18,7       |
| Record de froid (°C) date du record   | −16,8 16.01.1985 | −10,2 10.02.1986 | −6,5 10.03.1976 | −5 04.04.1996   | −0,4 06.05.1975 | 2,7 05.06.1976  | 6,3 02.07.1975  | 4,4 30.08.1986 | 0,4 27.09.1972  | −4,5 31.10.1997 | −8,5 22.11.1998 | −12 17.12.01    | −16,8 1985 |
| Record de chaleur (°C) date du record | 20 03.01.1998    | 22,5 15.02.1998  | 27,1 25.03.1981 | 29,5 29.04.1994 | 36 30.05.01     | 36,5 25.06.1976 | 39,4 08.07.1982 | 38 10.08.1998  | 35,5 06.09.1988 | 31,8 02.10.1985 | 24 01.11.1999   | 20,4 12.12.1978 | 39,4 1982  |
| Précipitations (mm)                   | 59,4             | 53,6             | 53,1            | 73,3            | 72              | 66,6            | 50,7            | 59,5           | 60,5            | 69              | 75,6            | 64,8            | 758,1      |

## Urbanisme

### Typologie
Au 1er janvier 2024, Bruch est catégorisée commune rurale à habitat dispersé, selon la nouvelle grille communale de densité à sept niveaux définie par l'Insee en 2022.
Elle est située hors unité urbaine. Par ailleurs la commune fait partie de l'aire d'attraction d'Agen, dont elle est une commune de la couronne,. Cette aire, qui regroupe 81 communes, est catégorisée dans les aires de 50 000 à moins de 200 000 habitants,.

### Occupation des sols

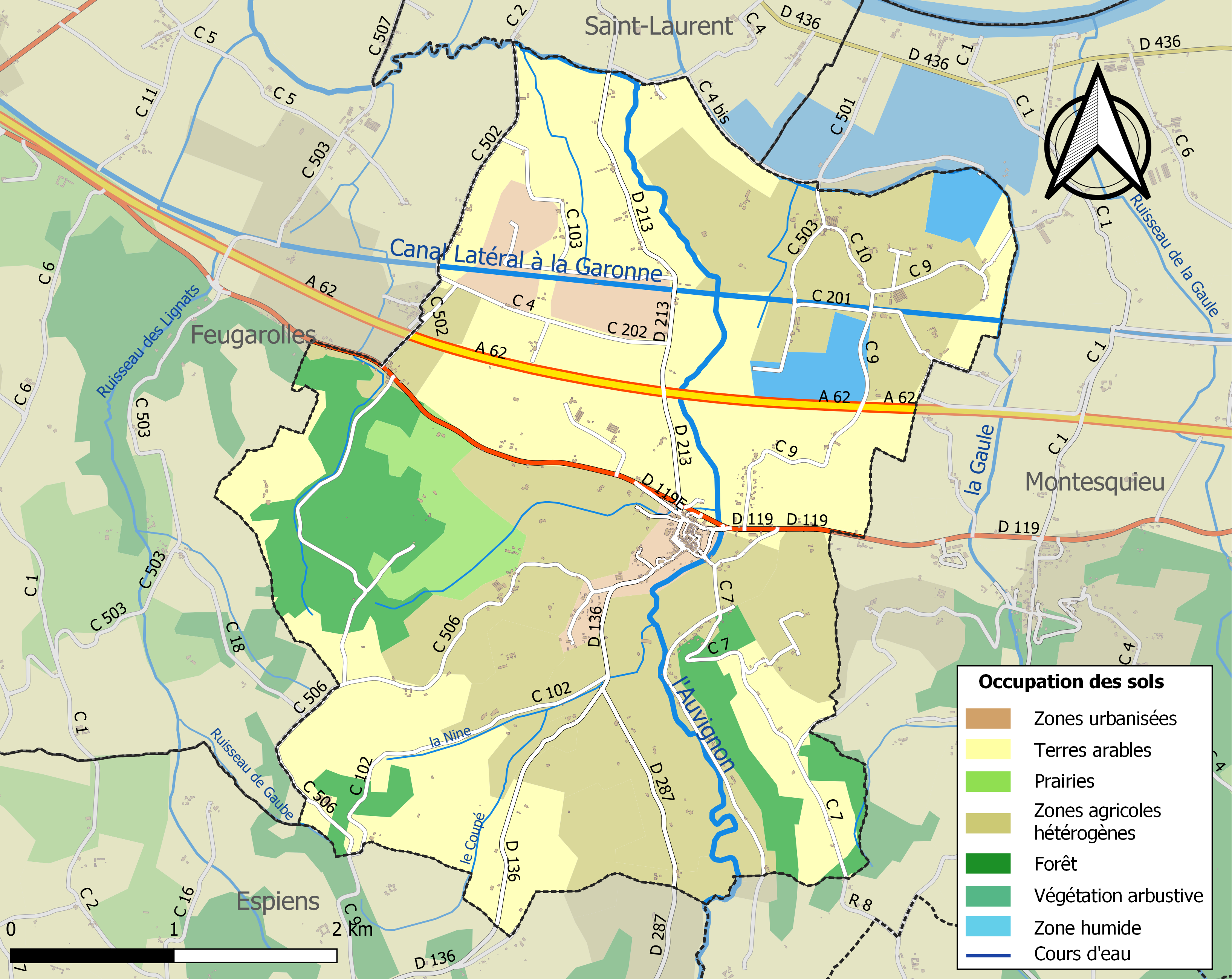
Carte des infrastructures et de l'occupation des sols de la commune en 2018 (CLC).

L'occupation des sols de la commune, telle qu'elle ressort de la base de données européenne d’occupation biophysique des sols Corine Land Cover (CLC), est marquée par l'importance des territoires agricoles (81,4 % en 2018), en diminution par rapport à 1990 (86,9 %). La répartition détaillée en 2018 est la suivante : 
terres arables (39,9 %), zones agricoles hétérogènes (36,5 %), forêts (10,9 %), prairies (3,5 %), eaux continentales (2,6 %), zones urbanisées (1,8 %), mines, décharges et chantiers (1,7 %), zones industrielles ou commerciales et réseaux de communication (1,6 %), cultures permanentes (1,5 %). L'évolution de l’occupation des sols de la commune et de ses infrastructures peut être observée sur les différentes représentations cartographiques du territoire : la carte de Cassini (XVIIIe siècle), la carte d'état-major (1820-1866) et les cartes ou photos aériennes de l'IGN pour la période actuelle (1950 à aujourd'hui).

### Risques majeurs
Le territoire de la commune de Bruch est vulnérable à différents aléas naturels : météorologiques (tempête, orage, neige, grand froid, canicule ou sécheresse), inondations, mouvements de terrains et séisme (sismicité très faible). Il est également exposé à un risque technologique,  le transport de matières dangereuses. Un site publié par le BRGM permet d'évaluer simplement et rapidement les risques d'un bien localisé soit par son adresse soit par le numéro de sa parcelle.

#### Risques naturels
Certaines parties du territoire communal sont susceptibles d’être affectées par le risque d’inondation par une crue à  débordement lent de cours d'eau, notamment le Canal latéral à la Garonne, l'Auvignon et la Gaule. La commune a été reconnue en état de catastrophe naturelle au titre des dommages causés par les inondations et coulées de boue survenues en 1982, 1983, 1999, 2003, 2009, 2013, 2018 et 2020,.
Les mouvements de terrains susceptibles de se produire sur la commune sont des tassements différentiels.

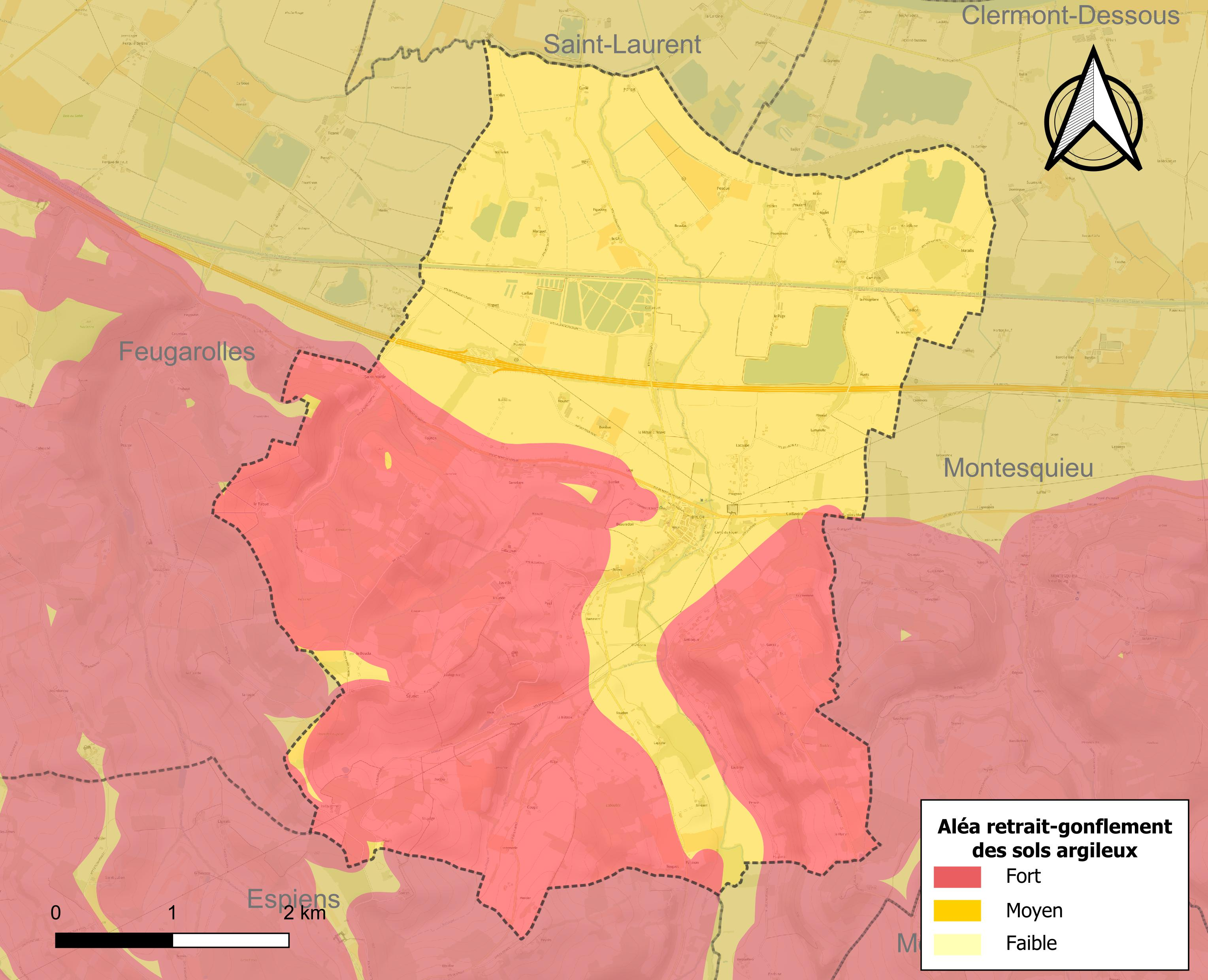
Carte des zones d'aléa retrait-gonflement des sols argileux de Bruch.

Le retrait-gonflement des sols argileux est susceptible d'engendrer des dommages importants aux bâtiments en cas d’alternance de périodes de sécheresse et de pluie. La totalité de la commune est en aléa moyen ou fort (91,8 % au niveau départemental et 48,5 % au niveau national). Depuis le 1er octobre 2020, en application de la loi ELAN, différentes contraintes s'imposent aux vendeurs, maîtres d'ouvrages ou constructeurs de biens situés dans une zone classée en aléa moyen ou fort,.
Concernant les mouvements de terrains, la commune a été reconnue en état de catastrophe naturelle au titre des dommages causés par la sécheresse en 1989, 2002, 2003 et 2011 et par des mouvements de terrain en 1999.

## Toponymie
Plusieurs hypothèses ont été émises sur l’étymologie du nom « Bruch ». Certains le rapprochent du mot gaulois « brucos » qui signifie "bruyère" (c'est l'interprétation de J. Astor) ; d’autres parlent d’un mot vieux français et dialectal désignant un endroit marécageux ; de façon moins pertinente, d’autres encore font le lien avec le mot allemand Brücke, "pont", qui est exclu ici.
Si le village porte le nom d'un fondateur (voir ci-dessous), ces explications perdent beaucoup de leur valeur.

## Histoire
Les rares documents que nous possédons sont le fruit de recherches de quelques historiens passionnés et notamment d’un ancien instituteur de la commune, M. Depoutot (homme de lettres et poète qui a écrit un ouvrage sur le village en mêlant faits historiques et traditions orales).

### Les origines
Les origines du villages sont floues. La tradition orale raconte qu’à une époque si lointaine qu’on en a oublié la date, un certain sieur Bruch aurait fondé le village et lui aurait laissé son nom.

### L’Antiquité et le Moyen Âge
Pendant l’Antiquité romaine, l’actuelle commune de Bruch se situait dans le territoire du peuple gaulois des Nitiobroges, qui fut soumis par les Romains vers 50 av. J.-C. La voie romaine d’Aquitaine (via Aquitania), un des grands itinéraires romains, passait en contrebas du village. On peut donc supposer que l’implantation humaine dans la campagne bruchoise est assez ancienne. Les traces archéologiques les plus anciennes ayant été retrouvées sur la commune datent de la période mérovingienne (entre le Ve et le VIIe siècle). Des fouilles archéologiques effectuées dans les années 1960 ont mis au jour une nécropole mérovingienne aux abords de la commune (depuis l'été 2011, des fouilles sont organisées sur la RD 119 au lieu-dit Saint-Martin). On peut donc assurer que les premières habitations bruchoises remontent au moins aux environs du VIe siècle.

### Le Moyen Âge
Les premières fortifications bruchoises : la motte castrale. On suppose qu’avant la construction des fortifications du village au XIIe siècle, dont on voit encore aujourd’hui les vestiges, le bourg avait la forme d’une motte castrale. Apparue au Xe siècle, il s’agit d’une structure composée d’une butte de terre au sommet de laquelle est construite une tour en bois et en terre. La terre provient généralement du fossé qui a été creusé autour de la butte pour isoler et élever la motte.
Dans le cas de Bruch, on suppose qu’il s’agissait d’une motte fossoyée avec tour maîtresse indépendante de l’enceinte collective, corps de logis et murailles.

### Le castrum de Brughs
La première trace écrite faisant mention de Brughs est un acte de reconnaissance d’hommage féodal d’Arnaud Garsie du Fossat à Raymond comte de Toulouse en 1249, pour le castrum de Bruch. Le bourg est dirigé par une famille seigneuriale dominante, les du Fossat, de qui dépendent plusieurs familles de chevaliers et de paysans. On suppose qu’aux alentours du premier tiers du XIIIe siècle, la motte castrale devenant insuffisante (défense inefficace, insalubrité, volonté d’un bâtiment plus prestigieux ?) les seigneurs bruchois ont opté pour la construction d’un castrum.
Dès le XIIIe siècle, Bruch est donc décrit comme un castrum : c’est une agglomération fortifiée qui sert de refuge en cas d‘attaque. Les remparts séparent le monde rural des paysans, des bourgeois. La défense est renforcée par de profonds fossés alimentés par l’Auvignon.
De plan orthogonal (ou à damier) : les rues étroites se croisent à angle droit en formant des petits îlots d’habitations. Le centre du castrum est occupé par la place et la halle, c’est un lieu de rencontre et d’échanges marchands. Les métiers sont rassemblés par rues (quartier des tisserands, des bouchers...). Le rez-de-chaussée est généralement réservé aux boutiques, et le haut aux habitations. On aperçoit encore dans le bourg des maisons caractéristiques du Moyen Âge : à encorbellement (le premier étage dépasse sur la rue, pour gagner de la place) et à pans de bois en torchis. Elles datent principalement du XVe et XVIe siècles.

### Bruch: possession anglaise
Les documents officiels du Moyen Âge qui nous sont parvenus relatent un événement primordial dans l’histoire du castrum. Le 16 novembre 1286, Raymond Bernard du Fossat, prieur du Mas d’Agenais, agissant pour son neuve Gautier du Fossat, fait hommage du castrum de Bruch au roi d’Angleterre : duc de Guyenne et comte d’Agenais.

### Bertrand de Lamothe
Aux alentours de 1300, le bourg passe sous la domination de la famille des seigneurs de Lamothe. Vers 1400, Bertrand de Lamothe, seigneur de Bruch, est attaqué et fait prisonnier par Jean de Ferreol, son cousin et seigneur de Tonneins. L’histoire raconte que Bertrand fut enfermé durant sept années dans une des basses-fosses du château, avec l’interdiction de changer de vêtements ou de couper ses cheveux. Il fut délivré par Pons VI de Castillon, à qui, par acte de reconnaissance, il légua son château.
Bruch reste une possession anglaise jusqu’en 1453, date à laquelle les Anglais sont chassés de France à la suite de la « guerre de Cent Ans » (1337 – 1453).

### Les Temps Modernes
Au XVIe siècle, toute la région est agitée par de violents affrontements entre catholiques et protestants. Les consuls agenais ont fait appel au roi de France, qui leur a envoyé Blaise de Montluc. C’est un puissant seigneur, à la fois homme de lettres et homme de guerre, qui a pour mission la répression contre les protestants. Ses troupes établissent provisoirement un campement dans le bourg de Bruch. De nombreux affrontements ont lieu en contrebas du village entre catholiques et protestants pendant les guerres de Religion.
À partir de 1589, Bruch passe sous l’autorité des rois de Navarre, puis des rois de France lorsque Henri IV monte sur le trône. L’histoire du village est alors commune à l’histoire de France.

### La Révolution
Notons que pendant la période révolutionnaire, Bruch devient chef-lieu d’un des 73 cantons de Lot-et-Garonne (regroupant 14 paroisses : Montesquieu, Bruch, Restaux, Niolles, Saint-Laurent, Saint-Matin, Limon, Brazalem, Saint-Léger, Feugarolles, Thouars, Menaux, Trenquelléon).

### LesXIXeetXXesiècles
Au milieu du XIXe siècle, « la ville de Bruch » compte plus de 1400 habitants et regroupe de nombreux corps de métiers tels « 1 marchand de tissus au détail, 2 cafetiers, 1 marchand de cochons, 1 aubergiste, 5 boulangers, 3 épiciers, 3 cordonniers, 2 cabaretiers, 3 charpentiers, 1 forgeron » mais aussi « 1 regrattier, 1 gargotier et 1 patacher ».
Dans les années 1900, le bourg était réputé pour ses nombreuses foires, environ 8 par an, notamment pour les foires aux bétails qui se tenaient au Foirail et les foires aux porcs qui se déroulaient sur l’actuelle place de la Mairie. Les jours de foires, les matinées étaient destinées au commerce, et l’après-midi de grands bals se tenaient sur la place : c’était l’occasion de danser, de discuter, de faire des rencontres… et de manger les fameux « tortillons ».
Aujourd'hui, l'association "La Compagnie des Tours" tente de redonner ses lettres de noblesse à la période moyenâgeuse en proposant le week-end de la Pentecôte des animations lors des maintenant fameuses "Médiévales de Bruch".

## Politique et administration
| Période                                  | Période   | Identité         | Étiquette | Qualité                                                                |
| ---------------------------------------- | --------- | ---------------- | --------- | ---------------------------------------------------------------------- |
| 1963                                     | 1984      | Didier Lamarque  |           |                                                                        |
| 1984                                     | 1989      | Jules Boutanne   |           |                                                                        |
| mars 1989                                | 1998      | Gérard Rami      |           |                                                                        |
| 1998                                     | juin 2006 | Nadine Salmons   |           |                                                                        |
| juillet 2006                             | En cours  | Alain Lorenzelli | PR-UDI    | Conseiller référent Pôle emploi Président de la Communauté de Communes |
| Les données manquantes sont à compléter. |           |                  |           |                                                                        |

## Démographie
| 1793  | 1800  | 1806  | 1821  | 1831  | 1836  | 1841  | 1846  | 1851  |
| ----- | ----- | ----- | ----- | ----- | ----- | ----- | ----- | ----- |
| 1 050 | 1 089 | 1 030 | 1 223 | 1 150 | 1 165 | 1 180 | 1 184 | 1 260 |

| 1856  | 1861  | 1866  | 1872  | 1876 | 1881 | 1886 | 1891 | 1896 |
| ----- | ----- | ----- | ----- | ---- | ---- | ---- | ---- | ---- |
| 1 180 | 1 144 | 1 153 | 1 052 | 986  | 995  | 982  | 930  | 877  |

| 1901 | 1906 | 1911 | 1921 | 1926 | 1931 | 1936 | 1946 | 1954 |
| ---- | ---- | ---- | ---- | ---- | ---- | ---- | ---- | ---- |
| 824  | 775  | 760  | 652  | 721  | 714  | 703  | 723  | 720  |

| 1962 | 1968 | 1975 | 1982 | 1990 | 1999 | 2006 | 2011 | 2016 |
| ---- | ---- | ---- | ---- | ---- | ---- | ---- | ---- | ---- |
| 720  | 710  | 749  | 700  | 703  | 721  | 749  | 773  | 753  |

| 2021 | 2022 | - | - | - | - | - | - | - |
| ---- | ---- | - | - | - | - | - | - | - |
| 710  | 692  | - | - | - | - | - | - | - |

## Lieux et monuments
- Église Saint-Amand de Bruch, Église[26], inscrite au monuments historiques en 2005.
- Tours Nord et Sud de l'Enceinte de Bruch, inscrite au titre des monuments historiques en 1906.
- Café-restaurant de la Paix, peintures murales du café de la Paix, inscrites au titre des monuments historiques en 1998.
- Fontaine Saint-Amand.
- Halle.

## Pour approfondir